# Molapowabojang
Molapowabojang est une localité du sud du Botswana fondée en 1915. Elle se situe dans le District du Sud (Southern District). Ce village est à 15 km au nord ouest de Lobatse sur la route A 2.
Il y a un collège et trois écoles primaires.
Lors du recensement de 2011, Molapowabojang comptait 7 520 habitants, qui sont appelés les Slaponians.